# زابينه شميتكه
زابينه شميتكه بالألمانية Sabine Schmidtke (و 1964م ) باحثة في الدراسات الإسلامية من ألمانيا، أستاذة التاريخ الفكري الإسلامي معهد الدراسات المتقدمة (IAS) في برينستون ، انتخبت في سنة 2017 للمجتمع الفلسفي الأمريكي

## التعليم والوظائف
حصلت على درجة البكالوريوس (بامتياز) من الجامعة العبرية في القدس سنة 1987م، ثم على الماجستير من كلية الدراسات الشرقية والأفريقية في لندن 1987 م ثم على الدكتوراه (D.Phil) من جامعة اكسفورد .
أصبحت في عام 1997 1998م أستاذ مساعد، ثم في عام 1999م حصلت على كرسي التدريس كأستاذة، وسمح لها بالتدريس في مجال الدراسات الإسلامية في جامعة بون الألمانية

## الإنتاج العلمي
- Die Bibel in den Augen muslimischer Gelehrter : mit einem Geleitwort von Martin Grötschel, Research Unit Intellectual History of the Islamate World: Freie Universität Berlin, 2013, ISBN 3981561716
- The Theology of al-ʿAllāma al-Ḥillī K. Schwarz, Berlin, 1991, ISBN 3922968937
- Oxford handbook of islamic theology, Oxford University Press, 2016, ISBN 0199696705